# 京急観光バス
京急観光バス株式会社（けいきゅうかんこうバス）は、かつて存在した京急グループのバス事業者。営業所記号はKK。
京浜急行バスの子会社であり、本社を神奈川県横浜市鶴見区に置いていた。
元は貸切バス専業事業者であったが、2000年代に京浜急行電鉄のバス事業分社化の過程で高速バス路線を移管され運行していた。2008年にバス事業を廃業した。
2016年（平成28年）12月1日、京急バスリアルエステート株式会社（けいきゅうバスリアルエステート）へ商号変更した。

## 概要
1958年（昭和33年）2月21日、日本観光興業として設立。1959年（昭和34年）8月21日、京浜急行電鉄の関連会社となる。2005年（平成17年）12月1日、京浜急行バスから一部の高速バス路線の移管を受け、高速バスの運行を開始した。2008年（平成20年）3月16日、京急観光バスは乗合バス・貸切バス事業を廃業。担当していた高速バスは京浜急行バスまたは羽田京急バスへ移管、もしくは撤退した。
同社は京浜急行電鉄の連結子会社だったが、当時は京浜急行電鉄からバス事業撤退の件について公式の報道発表はなく、平成20年3月期決算短信でも触れられなかった（「企業集団の状況」からは社名が消えていた）。事業清算に伴い、乗務員や車両の一部は京浜急行バスや、京急グループの東洋観光へ移籍した。
国税庁の法人番号公表サイトでは、2016年に商号変更して法人としては存続していることがわかる。また2014年刊行の『バスジャパン ハンドブックシリーズ S84 京浜急行バス』では「会社自体は引き続き存続しており、不動産賃貸業を営んでいる」と記述されている。しかし2021年6月現在、京浜急行電鉄公式サイトの「不動産事業 グループ企業一覧」には掲載されていない。

### 本社・営業所
営業所は神奈川県と東京都に各1箇所ずつあり、横浜営業所は貸切バス、東京営業所は貸切バスと高速バスをそれぞれ担当していた。
- 本社営業所：横浜市鶴見区鶴見中央2丁目16番24号
- 東京営業所：東京都大田区羽田5丁目5番14号

## 沿革

### 京急観光バス
- 1958年（昭和33年）2月21日：日本観光興業として設立[1]。
- 1959年（昭和34年）8月21日：京浜急行電鉄の関連会社となる[1]。
- 1999年（平成11年）4月：京浜急行電鉄と川崎鶴見臨港バスから貸切バス事業を譲受。同時に京急観光バス株式会社へ商号変更。
- 2003年（平成15年）10月1日：筆頭株主（総株式の66.7%保有）である京浜急行電鉄が保有していた京急観光バスの全株式を京浜急行バスに譲渡し、京浜急行バスの子会社となる。
- 2005年（平成17年）12月1日：京浜急行バスから高速バス6路線、空港リムジンバス1路線を移管される[1]。
- 2007年（平成19年）4月1日：京浜急行バスから高速バス3路線を移管される[1]。
- 2008年（平成20年）3月15日：貸切バス・乗合バス事業から撤退[1]。

### 京急バスリアルエステート
- 2016年（平成28年）
  - 12月1日：京急観光バス株式会社が、京急バスリアルエステート株式会社へ商号変更[2]。
  - 12月2日：横浜市鶴見区鶴見中央2丁目16番24号から、東京都港区高輪2丁目20番20号（京浜急行電鉄本社ビル）へ本社を移転[2]。
- 2019年（令和元年）9月27日：横浜市西区高島1丁目2番8号（京急グループ本社）へ本社を移転[2]。

## 担当路線
バス事業撤退時点の担当路線を記す。予約業務は京浜急行バスが担当。
移管先の京浜急行バス羽田営業所は2012年11月末をもって閉所となり、京浜急行バスの担当便は新子安営業所の運行となった。また羽田京急バス東京営業所は、2018年（平成30年）4月1日をもって京浜急行電鉄に統合され、再興した京浜急行バス羽田営業所に引き継がれた。

### 夜行高速バス

#### キャメル号
- 品川BT - 浜松町BT - 鳥取駅前BT - 倉吉駅前
- 品川BT - 浜松町BT - 米子駅前BT
- 日本交通、日ノ丸自動車と共同運行

路線沿革
- 1988年（昭和63年）5月17日、「キャメル号」東京 - 鳥取間、東京 - 米子間を運行開始[1]。
- 2007年（平成19年）4月1日 - 京浜急行バスから路線を移管される[1]。
- 2008年（平成20年）3月16日より京浜急行バス（羽田営業所担当）に移管される。

#### ラメール号
- 品川バスターミナル - （首都高速道路） - 横浜駅東口 - （保土ヶ谷バイパス） - （東名高速道路） - 星ヶ丘 - 本山 - 千種駅前 - 栄 - 名古屋駅（桜通口）
- JR東海バスと共同運行

路線概要
1989年3月20日運行開始。ノクターン号の成功を受け、1980年代後半の高速バス開業ブームで開設された。京急では初となる横浜発着の夜行高速バス路線で、横浜駅東口発着の夜行高速バスとしては神奈川中央交通に続くものである。「ラ・メール (la mer) 」はフランス語で海を意味し、港湾都市である横浜と名古屋を結ぶことに由来する。運行開始から廃止時まで唯一の横浜 - 名古屋間を直行する高速バスであった。「ラメール号」に続き、同年5月2日には横浜 - 神戸三宮間で「アンカー号」が運行開始している（移管前に廃止）。アンカーは英語で「錨」を意味する。
京急観光バスへの移管を経て品川BTまで延伸されたが、その後も横浜駅での乗降客が多かった。しかし東名阪区間では、JRバスのドリーム号（ドリームなごや号、ファンタジアなごや号等）、京王系の中央高速バスや名鉄系の中央道高速バスなど、元から並行する路線が多かった。さらに2000年代には規制緩和によりツアーバスが多数参入して苦戦を強いられ、車両のグレードアップや割引運賃導入などテコ入れを図った。開設当初こそ続行便が出ることもあったが、末期には満席になることは少なく、京急観光バスの会社清算に合わせて2008年に廃止された。
京急観光バス解散の際、共同運行会社の単独運行に移行した路線もあったが、当路線は車両数の関係もありJR東海バス単独運行とはならなかった。JR東海バスがドリーム号など夜行バスのダブルデッカー化を積極的に推進してきたため、スーパーハイデッカーの車両が少なく、ラメール号を片運行するための車両を用意できなかった。ダブルデッカー車は車高の関係で品川BTに入線できない。
毎日上り（2号）・下り（1号）の往復各1便を運行。星ヶ丘 - 千種間は下り便（1号）のみ停車。京急では一貫して「ラメール号」と呼称し、号数を用いた案内はしていなかった。JR東海バスでは他路線に合わせて下り便を「ラメール1号」、上り便を「ラメール2号」と案内し、品川BTまで延伸後は「ラメール横浜・品川号」と呼称していた。
片道普通運賃では品川 - 名古屋間6,200円であり、同じ東京都区内～名古屋市内を結ぶドリームなごや号・ニュードリーム名古屋号の6,420円、ファンタジアなごや号の6,500円より安かった。同じ都市間で車両も同グレードであれば同一運賃（例：東京都区内～大阪市内の3列シート便通常運賃は運行会社問わず8,610円）が多い中で異色の存在であった。
所要時間は、横浜を経由するため上記路線よりも長かった。発地をドリームなごや号よりも先に出発し、着地にもドリームなごや号より後に着くダイヤとなっていた。ただし、上りのドリームなごや2号はラメール号上り便（2号）よりも早く名古屋を出発していた。
ワンマン運行（ただし東名高速道路集中工事期間はツーマン運行となっていた）。京急便は下りのみ上郷SAで休憩していたが短距離路線のため、到着時間の調整を行う目的で、休憩時間は比較的長めに設定されていた。
車両
採算ラインは「ドリームなごや号」と同様に高かったにもかかわらず、運賃は「ドリームなごや号」以下に抑える必要があった。そのため車両は、開業当初から京急・JR東海とも当路線専用の4列シートスーパーハイデッカー車（三菱エアロクィーンM・P-MS729SA改）での運行となった。前後10列のためシートピッチは3列シート車と変わらなかった。
開業以来4列シート車を使用してきたが、2006年12月3日より独立3列シート車（29人乗り）に変更された。3列シートに変更されてからはドリーム横浜・仙台号と共通の車両を使用し、ノクターン号の昼行便「スカイターン号」で使用されていた4列シート車も3列シートに改造され充当された。末期には独立3列シート29人乗りのトイレ付きスーパーハイデッカー車が使用された。
カラーリングは、当初は両社とも専用塗装であった。この頃の京急は各路線ごとに専用塗装車を導入していたため、当路線用にも専用車（H5901・H5902号車、36人乗り）を用意した。後にキャメル号の専用塗装が京急の夜行用標準塗装となったため当路線用車両も塗り替えられた。経年時の車体更新に伴い各社の標準塗装に変更され、1998年頃に車両代替された後は最初から各社別カラー（京急では夜行標準色）となった。
路線沿革
- 1989年（平成元年）3月20日：京浜急行バスとJR東海バスの共同運行により運行開始[1][5]。当初は4列シート車で、下り便は星ヶ丘・千種駅・名古屋駅に停車、上り便は名古屋駅→横浜駅間直行であった。
- 2002年（平成14年）10月12日：上下線とも栄駅に停車開始。
- 2005年（平成17年）12月1日：京浜急行バス担当便が京急観光バスへ移管[1]。
- 2006年（平成18年）12月3日：4列シートから独立3列シートに車両変更。
- 2007年（平成19年）
  - 2月1日：品川BT発着に延伸、本山に停車開始。割引運賃として、3日前までの購入で大幅割引となる「早売3」、ネット予約のカード決済で割引する「ネット割」を導入。
  - 10月19日 - 上り便が本山・星ヶ丘に停車開始。
- 2008年（平成20年）
  - 3月15日 - 京急観光バスの会社清算に合わせ、この日の出発便をもって運行終了・路線廃止。
  - 6月6日 - 廃止代替として、JR東海バスと京成バスが共同運行するファンタジアなごや号（西船橋駅 - 名古屋線）をYCAT経由とする。

#### ラ・フォーレ号
- 東京駅 - 青森駅

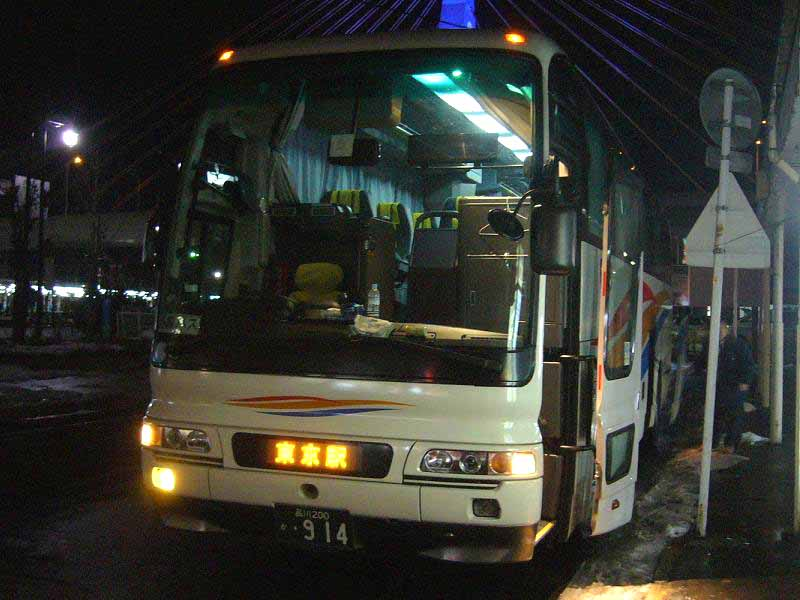
ラ・フォーレ号

- 弘南バス、JRバス関東、JRバス東北と共同運行

1989年（平成元年）7月1日、「ラ・フォーレ号」東京 - 青森間を運行開始。「ラ・フォーレ号」に続き、同年7月8日には「ビーム1号」が品川 - 宮古間で運行開始した。
路線沿革
- 2005年（平成17年）12月1日、京浜急行バスから路線を移管される[1]。
- 2008年（平成20年）3月16日より羽田京急バスに移管される。現在はJRバス東北の単独運行。

#### パイレーツ号
- 品川BT - 浜松町BT - 新居浜 - 今治（今治駅前・今治桟橋）
- 瀬戸内運輸と共同運行

路線沿革
- 1989年（平成元年）7月14日、「パイレーツ号」品川 - 今治間を運行開始[1]。
- 2005年（平成17年）12月1日 - 京浜急行バスから路線を移管される[1]。
- 2008年（平成20年）3月16日より京浜急行バス（羽田営業所担当）に移管される。その後、新子安営業所へ移管。
- 瀬戸内運輸単独運行化を経て、現在は東急トランセと瀬戸内運輸が渋谷マークシティ発着で運行。

#### エディ号

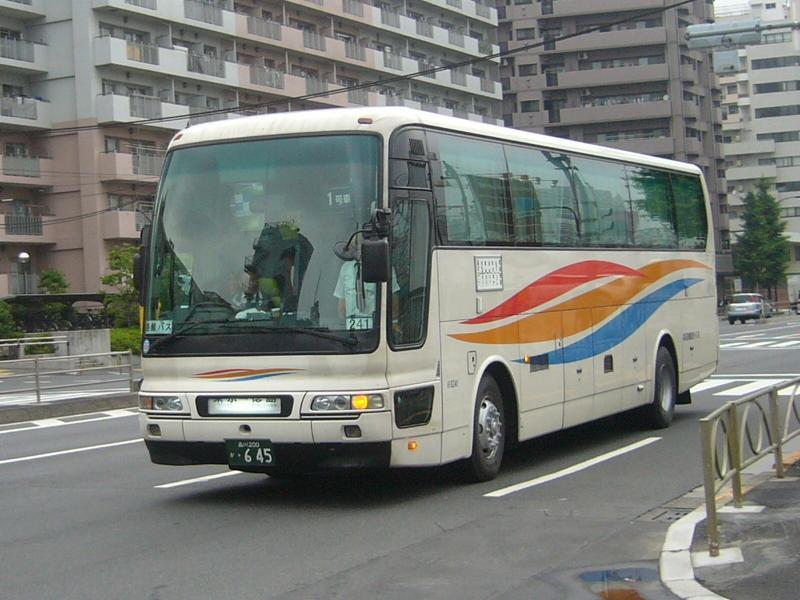
エディ号

- 品川BT - 浜松町BT - 松茂 - 徳島駅前
- 徳島バスと共同運行

路線沿革
- 1989年（平成元年）7月14日、「エディ号」品川 - 徳島間を運行開始[1]。
- 2007年（平成19年）4月1日 - 京浜急行バスから路線を移管される[1]。
- 2008年（平成20年）3月16日より羽田京急バスに移管される。

#### 萩エクスプレス
- 品川・浜松町 - 防府・萩間
- 防長交通と共同運行

路線沿革
- 1993年（平成5年）4月24日 - 「萩エクスプレス」品川 - 萩間を運行開始 [1]。
- 2005年（平成17年）12月1日、京浜急行バスから路線を移管される[1]。
- 2007年（平成19年）6月1日 - 京急観光バスが運行から撤退、防長交通の単独運行となる。

#### 横浜 - 仙台線
- 横浜駅 - 品川BT - 仙台駅
- JRバス東北と共同運行

路線沿革
- 2005年（平成17年）9月16日、横浜駅 - 仙台駅間の高速バスを運行開始。
- 2007年（平成19年）4月1日 - 京浜急行バスから路線を移管される[1]。
- 2008年（平成20年）3月16日よりJRバス東北の単独運行に変更される。

### 昼行高速バス

#### ベイブリッジ号
- 横浜駅 - 伊那 - 駒ケ根駅 - 飯田駅（2008年3月15日までの停車停留所）
- 伊那バス、信南交通と共同運行

京急観光バスは信南交通とともに2008年（平成20年）3月15日の運行をもって撤退。以降は伊那バスの単独運行となり、飯田 - 伊那間の経路が一部変更された。
路線沿革
- 1990年（平成2年）12月20日 - 運行開始[1][6]。当初は昼行便2往復と夜行便1往復を運行[6]。所要時間は昼行便が5時間20分、夜行便が7時間[6]。
- 1993年（平成5年）9月1日 - 夜行便廃止。
- 2005年（平成17年）12月1日、京浜急行バスから路線を移管される[1]。
- 2008年（平成20年）3月15日 - この日の運行をもって信南交通と京急観光バスが運行休止、伊那バスの単独運行となる。

#### スカイターン号
路線沿革
- 2002年（平成14年）7月1日 - ノクターン号の昼行便としてスカイターン号を新設[1]。
- 2005年（平成17年）12月1日、京浜急行バスから路線を移管される[1]。
- 2006年（平成18年）9月1日 - スカイターン号を廃止[1]。

### 空港リムジンバス

#### 竜王・甲府 - 羽田空港線
- 羽田空港 - 勝沼 - 一宮 - 石和 - 甲府駅 - 竜王
- 山梨交通と共同運行

路線沿革
- 2005年（平成17年）12月1日 - 京浜急行バスから路線を移管される[1]。
- 2008年（平成20年）3月16日 - この日をもって京浜急行バスへ移管（大森営業所が担当）。

## 車両
京急観光バスの車両は、日本観光興業時代からの車両、京浜急行電鉄からの移籍車、京急グループの川崎鶴見臨港バスからの移籍車で構成されていた。全車が三菱ふそう製の大型車（エアロバス、エアロクィーン）であった。
東京営業所の車両は、全車が京浜急行電鉄からの移籍車で占められていた。カラーリングは京浜急行電鉄（のち京浜急行バス）の貸切色をそのまま活かし、車体の「KEIKYU」ロゴを「KEIKYU GROUP」に、「京浜急行」の文字を「京急観光バス」に置き換えて使用した。行灯の「京浜急行」の文字は「京急」に置き換えていた。
東京営業所に所属する、京浜急行バスから移管された高速バス車両には、営業所記号「KK」が付与された。高速カラーの車両は社名の文字を変えただけでそのまま使用された。
2008年の会社清算時に、一部の車両は同じ京急グループの東洋観光へ移籍した。